# Disonycha alternata
Disonycha alternata es una especie de escarabajo del género Disonycha, familia Chrysomelidae. Fue descrita científicamente por Illiger en 1807.
Habita en América del Norte (Canadá).

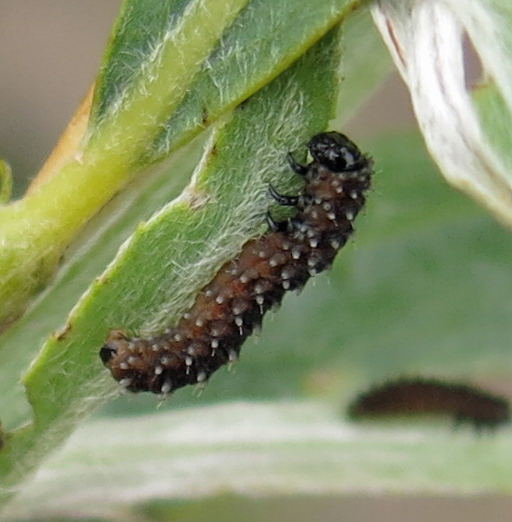
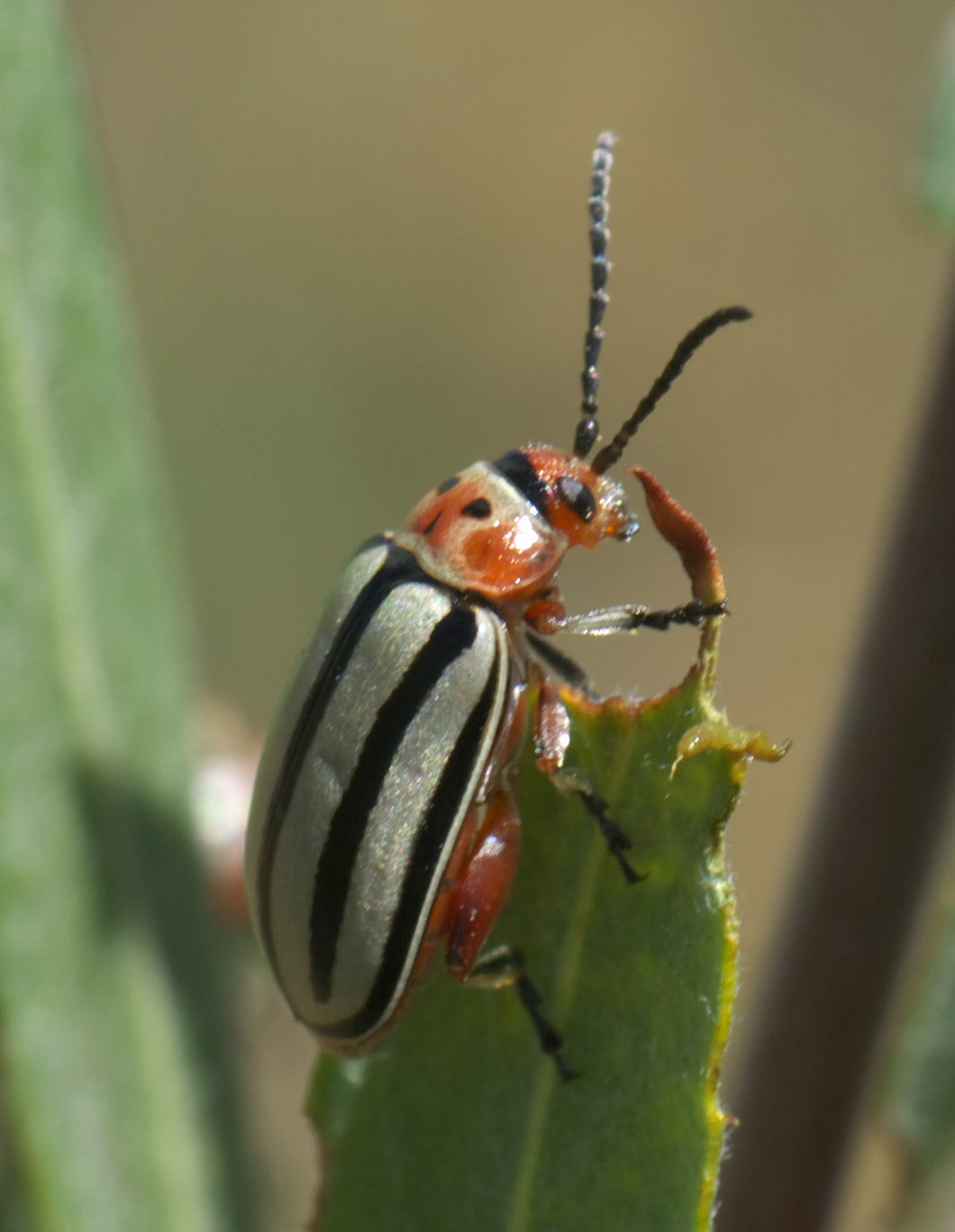
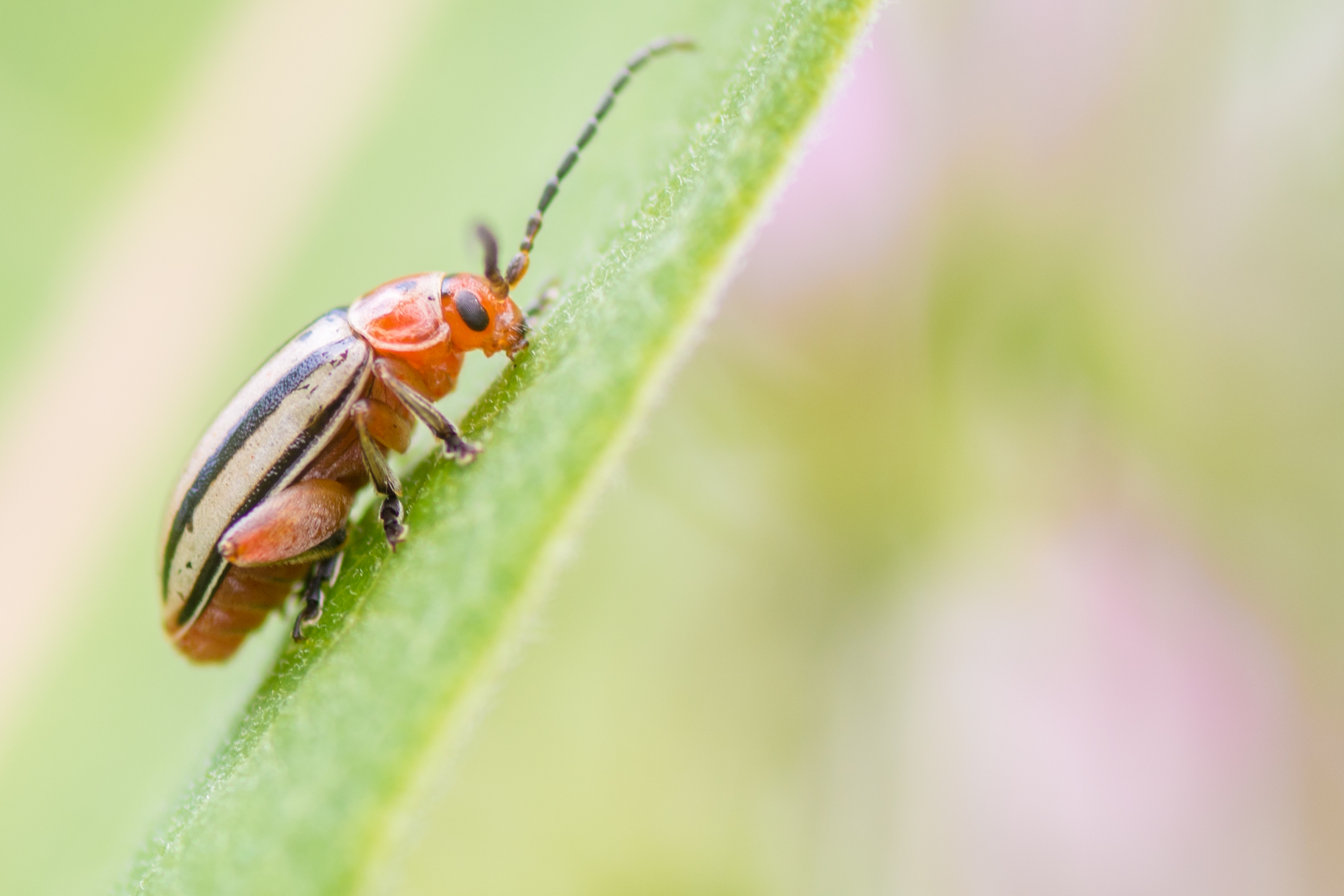